# Megachile disjuncta
Megachile disjuncta är en biart som först beskrevs av Fabricius 1781.  Megachile disjuncta ingår i släktet tapetserarbin, och familjen buksamlarbin. Inga underarter finns listade i Catalogue of Life.